# Église Saint-François d'Alghero
Pour les articles homonymes, voir Église Saint-François.
L’église Saint-François (en italien, chiesa di San Francesco et en catalan, església de Sant Francesc) est un édifice religieux catholique italien situé dans la ville d'Alghero, en Sardaigne.

## Situation
L'église s'élève rue Charles-Albert, dans le centre historique de la ville.

## Histoire
Au XIVe siècle, les Frères mineurs établissent un couvent à Alghero qui est reconstruit au siècle suivant en style gothique catalan. 